# Sandro Ivo Bartoli
Sandro Ivo Bartoli (Pisa, 10 febbraio 1970) è un pianista italiano.
Allievo prima di Giancarlo Cardini al Conservatorio di Firenze, poi della Royal Academy di Londra (dove ha vinto numerosi premi e borse di studio), ha inoltre collaborato a lungo con il pianista russo Shura Cherkassky.
La sua discografia è pubblicata da ASV, NEOS, Timbre, Opera Etcetera, Fenice, CPO e Solaire Records.
Dal 12 aprile 2020, in pieno lockdown causato dal Covid-19, al 25 dicembre 2021 ha diffuso tutte le Sonate per tastiera di Domenico Scarlatti sul suo canale YouTube, raccogliendo un vasto consenso di pubblico. La sua è la prima integrale scarlattiana in video.

## Carriera
Acclamato dalla stampa tedesca come «uno dei più importanti musicisti usciti dall'Italia negli ultimi trent'anni», il pianista Sandro Ivo Bartoli è un artista tanto originale quanto la straordinaria vicenda artistica che lo ha portato al prestigio internazionale.
Nato a Pisa nel 1970, ha studiato al Conservatorio di Firenze ed alla Royal Academy of Music di Londra, perfezionandosi poi con il leggendario pianista russo Shura Cherkassky. Nei primi anni Novanta, con l'incoraggiamento di Cherkassky, Bartoli intraprese una frenetica attività concertistica e discografica per riproporre al pubblico il repertorio italiano del primo Novecento. Sua la riscoperta dei concerti di Casella, Malipiero, Respighi e Pizzetti, cui aggiunse, nel 1995, la prima esecuzione moderna negli Stati Uniti della Toccata per pianoforte e orchestra di Ottorino Respighi in uno storico concerto che la PBS incluse nella serie Great Performances. In Europa, la sua attività lo vide prodursi in concerti, incisioni e trasmissioni radiofoniche, nonché in lezioni e conferenze alle Università di Oxford (St. John's College) e Londra (King's College London). Notevoli furono le collaborazioni con la Radio Nazionale Spagnola, con la quale nel 2004 realizzò una serie di concerti che illustravano la produzione pianistica italiana con opere di Casella, Malipiero, Respighi, Pizzetti, Busoni, e la Sonata di Luciano Berio, scritta appena due anni prima, e con la BBC, per la quale incise concerti di Respighi, Malipiero, Beethoven, Franck e la prima esecuzione assoluta del Paesaggio di Giancarlo Cardini. Più recentemente, a coronamento di una ventennale attività, il Club Lirico Renato Bruson di Torino gli ha conferito il Premio Gina Rosso per l'Eccellenza
Artistica e, nel 2008, la sua incisione dei concerti di Gian Francesco Malipiero ha vinto il Diapason D'Or/Découverte. Nel 2012 è stato “Artista della Settimana” della Radio Nazionale Argentina, presentando una intervista esclusiva assieme ad una ampia selezione della sua discografia.
Pianista dal piglio vigoroso, attratto dal repertorio virtuosistico tardo romantico e padrone di un suono dalle molteplici sfaccettature timbriche, nel repertorio tradizionale Bartoli ha colto importanti affermazioni con i concerti di Rachmaninov (il Terzo Concerto a Londra, la Rapsodia sopra un tema di Paganini a Manchester), Shostakovitch (il Primo Concerto a Stoccolma), Beethoven (il Quinto Concerto a Nordhausen), Franck (le Variazioni Sinfoniche a Kendall), Chopin (il Secondo Concerto a Nottingham), e Liszt (il Concerto Malédiction a Bad Elster). Recentemente, con le sue esecuzioni del Secondo Concerto di Rachmaninov a Dresda (“una visione lirica incomparabile” – Dresdner Neueste Nachrichten) e della Totentanz di Liszt a Monaco di Baviera (“un'esecuzione meravigliosamente tremenda” – Süddeutsche Zeitung), 
Più recentemente ha visitato gli Stati Uniti d'America (notevole il successo riportato ai Concerts from the Library of Congress a Washington DC nel novembre 2016, con un concerto dedicato ai 150 anni di Ferruccio Busoni) ed in Giappone, dove ha eseguito l'opera omnia pianistica di Giacomo Puccini in seno ad una tournée del Festival Pucciniano. 
Bartoli ha sottolineato l'indirizzo spregiudicato e virtuosistico che la sua pianistica ha seguito negli ultimi anni, confermandone la validità con una intensa attività discografica. Dal 2011 Bartoli ha inciso l'integrale delle trascrizioni di Liszt-Busoni, il Concerto in modo misolidio e la Toccata di Ottorino Respighi (con l'Orchestra di Stato della Sassonia e Michele Carulli), le opere pianistiche di Busoni (le Sette Elegie e la monumentale Fantasia contrappuntistica), il Concerto No.1 di Erik Lotichius (con l'Orchestra Sinfonica Accademica di San Pietroburgo e Vladimir Lande), ed un album di trascrizioni da Frescobaldi che ha ottenuto un vasto consenso internazionale ed è stato premiato in Francia con il 5 de Diapason. La sua incisione integrale delle trascrizioni Bach-Busoni, uscita nel giugno 2014, ha scalato le classifiche di vendita in Francia (top ten) ed ha ottenuto critiche entusiastiche («esecuzioni
monumentali di musiche monumentali» – Opus Klassiek). Nel 2015 ha iniziato una proficua collaborazione con l'etichetta tedesca Solaire Records, per la quale ha inciso Franz Liszt: The Franciscan Works, un'esplorazione della produzione francescana di Liszt che ha riscosso un enorme successo di pubblico e di critica ("senza dubbio uno dei migliori album pianisitici degli ultimi anni" - Fidelity Magazine). Per la medesima etichetta ha inoltre inciso la musica per pianoforte di Jeffrey Roden, nominato ai Grammy Awards 2017,  e l'integrale pianistica di Giacomo Puccini. Il suo primo disco dedicato a Johann Sebastian Bach (J. S. Bach: Preludes, Fantasias and Mnuets) ha vinto il Supersonic Award della rivista tedesca Pizzicato. .
Musicista eclettico, ha frequentato il teatro curando le musiche di scena de ‘Il libro dell'inquietudine' di Fernando Pessoa, andato in scena al Festival d'Avignon nell'adattamento di Antonio Tabucchi. È inoltre protagonista di
due documentari cinematografici usciti nel 2014: ‘Pianiste/Interpréte” (M. Sebestik, Parigi, 2005-2014), e ‘Mood
Indigo' (G. Besseling, Amsterdam, 2013).

## Discografia
- Giacomo Puccini: Complete piano music and selected opera transcriptions. Solaire Records, 2017.
- Johann Sebastian Bach: Preludes, Fantasias and Minuets. Solaire Records, 2017
- Jeffrey Roden: Threads of a Prayer, Vol. 2. Solaire Records, 2017.
- Jeffrey Roden: Threads of a Prayer, Vol. 1. Solaire Records, 2015.
- Liszt: The Franciscan Works.  Solaire Records, 2015.
- Bach-Busoni: Complete transcriptions (integrale delle trascrizioni - 2 CD). Brilliant Classics, 2014.
- The frescobaldi Legacy (L'eredità Frescobaldi): trascrizioni di Respighi, Reicha, Feinberg, Bauer, Ligeti, Bartòk. Brilliant Classics, 2013.
- Lotichius: Piano Concerto No.1. Orchestra Sinfonica di San Pietroburgo, Vladimir Lande. Navona Records, 2013
- Busoni: Piano Music (Fantasia contrappuntistica, Sette Elegie). Brilliant Classics, 2011
- Respighi: Concerto in modo misolidio, Toccata. Orchestra di Stato della Sassonia, Michele Carulli. Brilliant CLassics, 2011
- Liszt-Busoni: integrale delle trascrizioni (Sei Grandi Studi da Paganini, Mefisto Waltz, Rapsodia Ungherese No.19, Fantasia e Fuga sul Colale 'Ad Nos, ad Salutarem Undam'. Brilliant Classics, 2011
- Chopin Brillante: Chopin, Rondò Op.1, Variazioni Op.2, Introduzione e Rondò Op.16, Berceuse Op.56, Andante spianato e Grande Polonaise brillante Op.22
- Malipiero: integrale dei Concerti per pianoforte e orchestra. Orchestra Sinfonica della Radio di Saarbrücken, Michele Carulli. CPO, 2007
- Fugitives: musiche di Grainger, Pabst, Casella. Timbre Records, 1996
- Encores. Opera Etcetera, 2004
- Malipiero: musica per pianoforte solo. ASV, 1995
- Casella: musica per pianoforte solo. ASV, 1997